# Жуково (Талдомский городской округ)
Жуково — деревня в Талдомском городском округе Московской области России.
Население — 0 чел. (2010).

## География
Расположена к юго-западу от Талдома недалеко от реки Дубны на её левом берегу, рядом с деревнями Кривец, Юдино и на правом берегу Наговицино.

## История
По переписным книгам 1627-1628 годов деревня Жуково-Займище при  селе Веретье-Кутач на реке Дубне и речке Паз относится к вотчине Дмитровского Борисоглебского монастыря. При селе монастырский двор и Георгиевская церковь на погосте между речками Дубна и Паз. Примыкающие к селу деревни: Меледино на речке Паз, Иванцево и Кутач на Дубне, Стариково на Дубне и речке Пердошь, Горелуха, Юдино и Страшево на Дубне. Также починки: Власовский на реке Кунем-Вязье, Матюков, Михайлов, Ортёмово-Займище, Мытня-Зрихин, Мытня-Ольховичная, Грива, Жилин, Косяков, Мининский, Назимец, Поздичей, Усачёвский, Харкино, Хватков, Фурсов на Дубне, Яринский. Бывшие населённые пункты после польско-литовской интервенции (пустоши): Головинец на Сестре, Стрелка и Романцево на Дубне, Гридинская, Доронино, Легкоруково, Метково, Холм, Пронинская и Деренская по реке Кунем, Куничино-Раменье и Яковлевский починок, Баранов починок, Втыкилево, Зубарево, Корысть, Ларкино, Мелентьев починок, Овинище, Тихоновская, Жуково-Займище, Ольховик, Зобово, Гарево, Карпова, Кривовская, Климова, Обрамова, Короваевская на речке Пердошь, Ковригино, Костино, Лаврово, Пановка. И пустоши: Борок на Кунем и Кривец на Дубне.       
Всего: сельцо и погост с церковью, 7 деревень, 21 починок, 35 пустошей. Итого: 26 дворов и 38 человек. 
По переписным книгам 1678 года уже значится село Веретье с деревнями. Были из пустошей восстановлены деревни: Жуково-Займище, Кривец на ней была устроена мельница в 3 жернова, Ольховик на речке Ольховке, Зобово, Яринский починок (Яфимино), Легкоруково (Филиппово), Стрелка. Часть других пустошей были распаханы под пашни, часть получила новые названия. Всего: 80 дворов без учёта монастырского с 339 жителями.
Из истории Талдомского района известно:
Помещичья деревня при протоке Плотинке. В 1862 году 26 дворов, 177 жителей. В 1895 году 251 житель. В 1905 году 44 двора, 289 жителей.
До муниципальной реформы 2006 года входила в Юдинский сельский округ.
До июня-июля 2018 года в составе Темпового сельского поселения Талдомского района, упраздненные в связи преобразованием в Талдомский городской округ. 

## Население
Изменение численности населения по данным переписей и ежегодных оценок:
| год  | 1862 | 1895 | 1905 | 2006 | 2010 |
| ---- | ---- | ---- | ---- | ---- | ---- |
| чел. | 177  | ▲251 | ▲289 | ▼0   | 0    |

## Транспорт
До Талдома ведет сначала асфальтовая дорога, которая потом выходит на трассу Р112. С райцентром есть регулярное автобусное сообщение, расстояние до города — десять километров.